# 하비에르 마르틴 무사

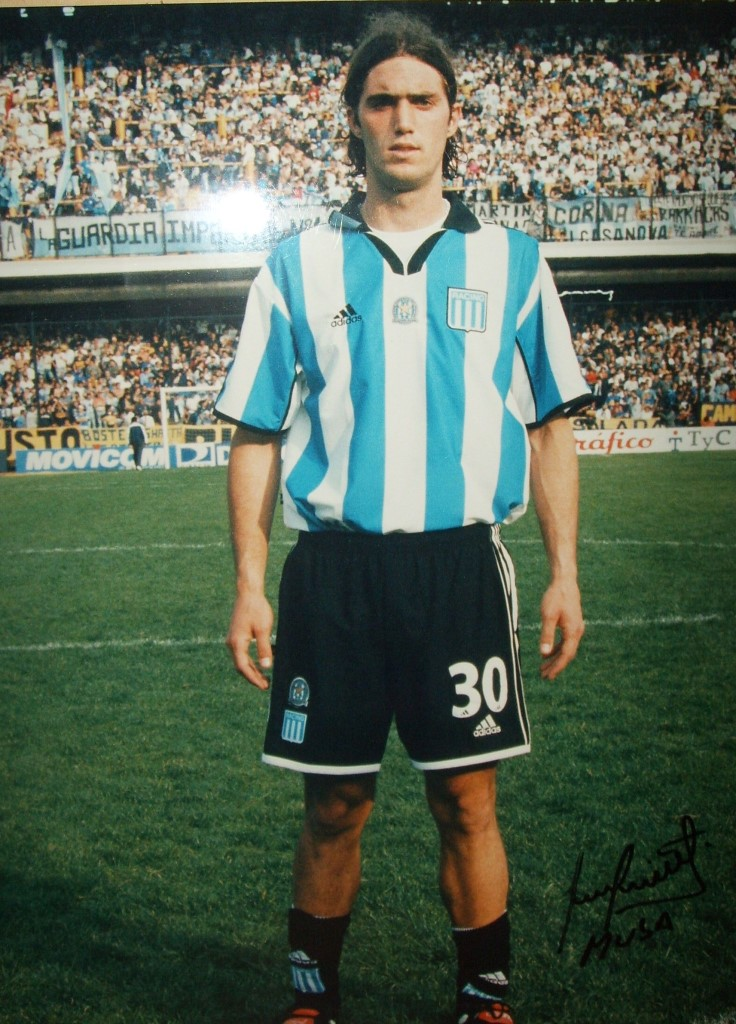

하비에르 마르틴 무사(1979년 1월 15일~)는 전 울산 현대 호랑이, 수원 삼성 블루윙즈 소속의 아르헨티나 축구 선수이다. 포지션은 수비수이다.